# Norbert Labenz
Norbert Labenz (* 1929) ist ein deutscher Bildhauer und Dichter.

## Leben

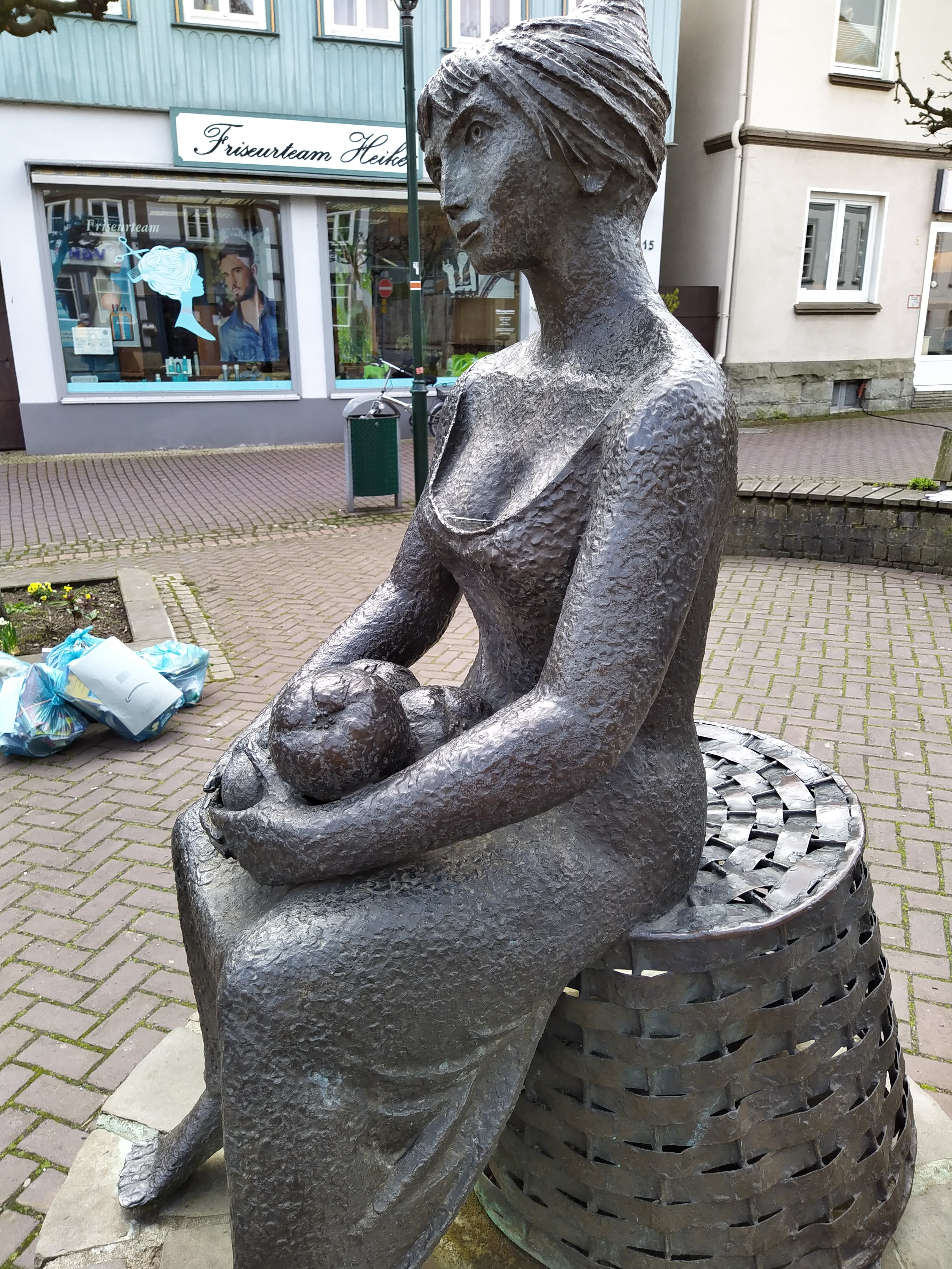
Marktfrau in Springe, 1986

Der gegen Ende der Weimarer Republik geborene Norbert Labenz besuchte das Humanistische Gymnasium und in der Nachkriegszeit die Werkkunstschule Hannover.
Ab 1952 wurde Labenz als freier Bildhauer tätig. Seine Arbeiten umfassten alle Bereiche der bildenden Künste. Neben öffentlichen und privaten Aufträgen übernahm er auch Aufträge für die Industrie in den Gebieten Entwicklung und Design.
Im Rahmen des Junior-Wettbewerbs „Kunst + Architektur 78“ wurde Labenz „für beispielhafte Integration von Kunst und Architektur im öffentlichen Raum“ ausgezeichnet.
1979 unterhielt Norbert Labenz Wohnung und Atelier unter der Adresse Besselhof 5 in Hemmingen.

## Schriften
- Ein Eimer steht im Nirgendwo ... und andere Begebenheiten, Gedichte, 1. Auflage, Gelnhausen: Wagner, 2007, ISBN 978-3-86683-174-2 und ISBN 3-86683-174-9; Inhaltstext